# Mariko Kawana
Mariko Kawana (en japonés: 川奈まり子; romanizado: Kawana Mariko) (Tokio, 9 de noviembre de 1967) es una actriz, AV Idol, gravure idol, directora y escritora japonesa.

## Vida y carrera

### Primeros años
Natural de Tokio, donde nació en noviembre de 1967, aunque algunas fuentes declaran que lo hizo el 23 de agosto, trabajó como escritora freelance en un departamento de diseño de una editorial tras graduarse en el instituto.
En septiembre de 1999, a los 31 años de edad, Kawana ingresó a la industria de videos para adultos (AV) con el lanzamiento de 34 Year Old Mother Mariko, producida por Soft On Demand (SOD), uno de los conglomerados de pornografía más grandes de Japón. Su edad la convirtió en una de las primeras actrices AV en la categoría de artistas de "mujer madura" o "madame" (jukujo), cuya popularidad en el porno japonés comenzó a mediados de la década de 1990. Apareció en dos de los primeros videos de la productora Kuki, en Mrs. Shower Nº 1, del género bukkake, y el otro, Lesbian Heaven Finger Love Vol.11, de temática lésbica. En el campo del softcore, protagonizó la película de pinky violence Joi Kawana Mariko: Jukujo Tabū Sex, con Yōko Satomi, que se estrenó en cines en marzo de 2001.
Kawana apareció en la edición de mayo de 2001 de la revista Penthouse Japan y en diciembre de 2001 recibió el premio a la Mejor actriz madura en los premios X City Grand Prix. El año 2002 comenzó con ella protagonizando una película pinky romance para la directora Sachi Hamano, Kawana Mariko: Mesuneko Gibo e incluyó un papel de género sadomasoquista en el video de temática kunoichi Kunoichi Is Captured para el sello Million. Kawana tuvo el papel protagónico en la también producción de pinky violence Kawana Mariko Sakuragai No Amai Mizu, lanzada por OP Eiga en marzo de 2002, que fue un lanzamiento póstumo del director pionero de ese subgénero Satoru Kobayashi, fallecido en noviembre de 2001.
En noviembre de 2002, fue una de las tres actrices del DVD del "juego de simulación de amor" LOVE TYPE, editado por el estudio VIP. Previamente, Kawana había estado trabajando como directora y guionista para Wanz Factory en algunas películas que también protagonizó. En enero de 2003, retomó sus funciones como directora en realizaciones grabando con el actor Taka Kato. En abril de ese año, interpretó el papel de la mujer dominante en el video Confinement Insult de Attackers S&M y en septiembre de ese año apareció en AV Lesbian Politicians, dirigida y coprotagonizada por Kyōko Aizome.

### Últimos años y retiro
En agosto de 2003, Kawana se casó con el director audiovisual Goro Tameike, quien la había dirigido en su debut como actriz y en otros trabajos, y se retiró de la industria del video para adultos. Su última película, o vídeo de retiro o jubilación, Mariko Last Love, dirigido por Tameike, fue lanzada por Moodyz en marzo de 2004. Poco después de su retiro, Kawana fue la maestra de ceremonias de la celebración por el 20 aniversario de la revista japonesa Video Boy. Entre los invitados se encontraban las estrellas AV Akiho Yoshizawa y Sora Aoi.
Kawana dio a luz a un niño en noviembre de 2004 y posó para un fotolibro titulado Sex Evolution - Mariko Kawana y editado durante su embarazo. Desde entonces, además de ser madre, dirigió su parcela profesional hacia el campo de la escritura, como columnista y novelista. También acompañó a su esposo (quien había dirigido para el conglomerado SOD durante 10 años) a la cuarta entrega anual de los Premios SOD en diciembre de 2005. En un área diferente, un retrato de Kawana llegó a aparecer en la portada de los paquetes de arroz producidos por National Farm, una empresa fundada por Ganari Takahashi, el fundador de SOD, que posteriormente se dedicó al negocio agrícola.
Kawana y su esposo Tameike fueron entrevistados para el estudio de Misato Nakayama sobre profesionales en la industria adulta, siendo el libro resultado de tales conversaciones Sei Shoku Sha No Hitobito Ano Sekai No Shigotoshi Tachi, publicado en enero de 2006 por Ohzora.
Según un artículo de noviembre de 2010 del tabloide japonés Weekly Asahi Geinō, a pesar de su retiro, Kawana llegó a resultar especialmente conocida y popular en Corea del Norte, adonde llegaba sus vídeos producidos en la industria nipona.
La primera novela de Kawana, Gibo No Enkou fue lanzada en noviembre de 2011 por el sello Futabasha.
En 2016, Kawana inició una organización que pedía a la industria del porno japonés contratos estandarizados y transparentes con las actrices.